# Negatyw

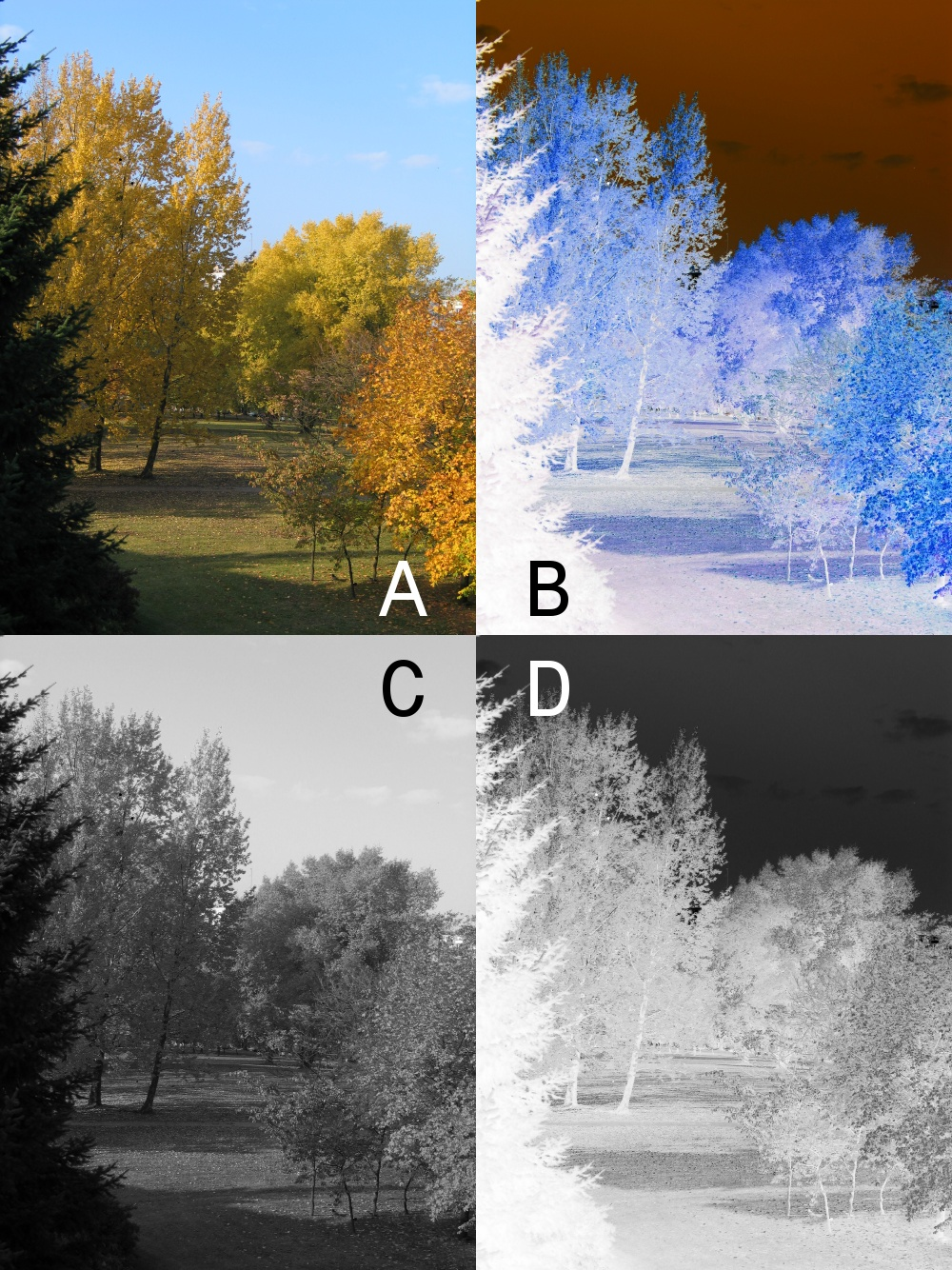
Kolorowy pozytyw (A) i jego negatyw (B) oraz pozytyw monochromatyczny (C) i jego negatyw (D)

Negatyw – odwrotność pozytywu, czyli oryginału. Popularna nazwa błony fotograficznej negatywowej.
- W kopiowaniu brył negatyw jest symetrycznym odciśnięciem oryginału, czyli matrycą.
- W fotografii monochromatycznej jest przeciwieństwem jasności tonów z uwzględnieniem pełnej skali dynamiki nośnika (np. dla jasnego obrazu negatyw będzie ciemny).
- W fotografii kolorowej jest tym samym, co w monochromatycznej, lecz dodatkowo barwy są zamienione na barwy dopełniające.

Negatyw to także nazwa naświetlonej taśmy filmowej po nakręceniu na niej obrazów filmowych w kamerze. Negatyw jest najważniejszym spośród wszystkich tzw. materiałów wyjściowych filmu, służących do wyprodukowania kopii pokazowych filmu. Obok niego jest jeszcze negatyw tonu z naświetloną ścieżką dźwiękową. Oryginalne negatywy przechowuje się w archiwach a kopie eksploatacyjne do kin są wykonywane z duplikatów tzw. dupnegatywów. W przypadku zniszczenia oryginału wykonuje się tzw. kontrnegatyw z zachowanej kopii pozytywowej.